# Vicky Dávila
Victoria Eugenia Dávila Hoyos (Tuluá, Valle del Cauca, 30 de mayo de 1973) más conocida como Vicky Dávila, es una periodista y política conservadora colombiana. Es precandidata presidencial para las elecciones de 2026 con favoritismo dentro del espectro de la derecha conservadora.
Fue periodista en Noticiero TV Hoy, RCN (donde condujo la sección La Cosa Política), W Radio y la FM. Posteriormente fue directora de la Revista Semana de noviembre de 2020 a noviembre de 2024. Fue reconocida por su defensa de las políticas del expresidente Álvaro Uribe y sus críticas y denuncias contra el gobierno de Gustavo Petro.
En noviembre de 2024 renunció a la Revista Semana para lanzar su precandidatura presidencial para las elecciones del 2026. Dávila encabeza las encuestas dentro de los candidatos conservadores para dichas elecciones.

## Primeros años
Victoria Eugenia Dávila Hoyos nació en Tuluá, Valle del Cauca, el 30 de mayo de 1973 es egresada de Comunicación Social de la Universidad Autónoma de Occidente de Cali, y se inició en la televisión presentando el informativo institucional El Senado hoy. Luego pasó a trabajar como reportera en el noticiero Notipacífico del canal regional Telepacífico.

## Familia
Vicky Dávila contrajo matrimonio por primera vez en 2000 con el también presentador de noticias Juan Carlos Ruiz, hermano de la periodista Yolanda Ruiz, la pareja esperaba su primer hijo, Simón, pero por problemas de salud, Ruiz falleció en 2001 antes del nacimiento. En 2008 contrajo matrimonio con José Amiro Gnecco Matínez, un oftalmólogo hijo de Lucas Gnecco, líder de una controvertida familia de políticos de los departamentos de La Guajira y el Cesar, conocida como el Clan Gnecco Cerchar. De dicha relación nació su segundo hijo Salomón.

## Trayectoria
En 1994 Dávila se trasladó a Bogotá para trabajar en el Noticiero TV Hoy, propiedad de la familia Pastrana, donde se hizo conocido en los años 80, el entonces candidato a la presidencia Andrés Pastrana Arango.
Después pasaría a QAP Noticias, donde realizaba informes de orden público y más adelante se convertiría en corresponsal en Washington. En 1998 se vinculó a RCN Televisión, presentando RCN al día y en julio del mismo año, una vez convertido en canal privado, pasó a formar parte de Noticias RCN como presentadora del noticiero.
Dávila también trabajó en Radiosucesos RCN de RCN Radio y desde 2007 hasta 2016 dirigió y condujo el noticiero de la mañana en la emisora La FM.
A comienzos de 2008 la Sociedad Interamericana de Prensa tuvo conocimiento de amenazas de las FARC contra periodistas de RCN Radio y Televisión, entre ellos Vicky Dávila. En ese mismo año contrajo segundas nupcias con José Amiro Gnecco Martínez, hijo del exgobernador del Cesar, Lucas Gnecco Cerchar, con quien tuvo a su segundo hijo Salomón. El 29 de octubre de 2013 le fue entregado el Premio Simón Bolívar, a mejor entrevista en radio.
El 31 de octubre de 2014, Julio Sánchez Cristo director de W Radio Colombia de Caracol Radio reveló que Dávila finalmente había llegado a un acuerdo con el Canal RCN para dar un paso al costado como presentadora de la sección La Cosa Política en Noticias RCN. Para agosto de 2015 se retiró de Noticias RCN para dedicarse únicamente a dirigir La F.M.
Fue obligada a renunciar a su cargo como directora de La FM Radio, luego del escándalo que desató al publicar un vídeo en el que Carlos Ferro, exsenador, y Ányelo Palacio, capitán de la Policía y quien para la época del vídeo era Subteniente, hablan acerca de la homosexualidad de cada uno. La publicación de dicho vídeo provocó además la renuncia del mencionado exsenador, quien se desempeñaba como viceministro de Relaciones Públicas del Ministerio del Interior del gobierno colombiano y del director general de la Policía Nacional, el general Rodolfo Palomino.
El vídeo en cuestión forma parte de un conjunto de evidencias a disposición de la Procuraduría General de la Nación, en la investigación de una supuesta red de prostitución masculina al interior de la policía conocida como "La comunidad del anillo."  El caso suscitó polémica y fue ampliamente comentado por diferentes personalidades, entre ellas el entonces presidente Juan Manuel Santos.
En 2017 Dávila fue incorporada a la nómina de la W Radio de Caracol Radio, medio en el que se desenvolvió en la franja del mediodía por casi tres años, teniendo en su programa importantes voces de la política y farándula colombiana. Ha entrevistado a personajes como Álvaro Uribe, Gustavo Petro, Jesús Santrich, además de invitados del mundo del arte y el entretenimiento como Nacho Vidal, Dayana Jaimes y Armando Manzanero.
En mayo de 2019, Dávila entró a ser parte de la nómina de columnistas de la revista Semana y para noviembre de 2019 abandonó la W Radio para convertirse en la directora del canal digital de Semana. En este medio, ha liderado la discusión alrededor de noticias que han desatado debates nacionales. Por ejemplo, entrevistó a la fugitiva senadora Aída Merlano, desde Venezuela. También ejerció la defensa pública desde su medio en favor del expresidente Álvaro Uribe, quien posteriormente fue condenado por los delitos de manipulación de testigos y soborno en el lllamado Caso Uribe.

## Candidatura presidencial (2024-2026)
En febrero de 2024, la exalcaldesa de Bogotá Claudia López increpó a Dávila a través de la red social X por sus permanentes críticas hacia ella y la acusó de estar usando el periodismo como plataforma para una ya rumorada candidatura presidencial en 2026, financiada por el grupo económico Gilliski, dueños de varias empresas entre ellas el Grupo Semana para el que trabaja Dávila. «Suerte en la campaña Vicky. Que la hagas de frente, sin portadas y sin careta» afirmó López. Dávila arremetió contra López y reiteró sus críticas y los intereses de López por llegar a la presidencia, pero no desmintió los rumores de su posible candidatura.
En febrero 25 la revista digital Cambio, publicó en su portada un análisis de la periodista María Jimena Duzán que señalaba a Dávila de ser la candidata de varios sectores de derecha para 2026, y lanzó fuertes críticas a Dávila por supuestamente impulsar su candidatura utilizando la labor periodística. Dávila respondió con sendos mensajes hacia Duzán a quien trató de ser una «activista de extrema izquierda» y en contra de la revista Cambio a quienes señaló de supuestamente estar aliados con la extrema izquierda y con el gobierno, a la vez que se jactó de ganarle a la exalcaldesa en algunos sondeos de opinión. López a su vez señaló que con sus trinos, Dávila, no hacía otra cosa que confirmar los rumores de que sería candidata puesto que en ningún caso lo desmintió de manera categórica.
Dávila criticó a varios medios de comunicación que la mencionaba como candidata y afirmaba ser solo periodista, siendo criticada por medios y opositores por supuestamente escudarse en el periodismo para hacer política, mientras que sus partidarios la respaldaban. En noviembre de 2024 la candena Blu Radio reveló que oficialmente Dávila renunciaría a la revista para buscar una aspiración presidencial. Días después Dávila ordenó la publicación de su fotografía como portada de la revista Semana en cuyo titular principal anunciaba la publicación de una carta de despedida.

## Controversias

### Comunidad del anillo

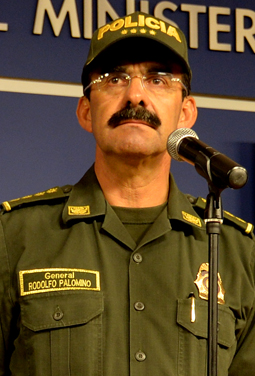
General Palomino en 2014.

En 2020, Dávila fue condenada junto con la emisora La FM, propiedad de RCN Radio, a pagar una millonaria indemnización por una publicación sobre una investigación sobre prostitución masculina en la Policía Nacional denominado La Comunidad del Anillo. El juez aseguró que los periodistas no podían usar material reservado judicialmente ni emitir juicios de valor. La Fundación para la Libertad de Prensa y el Comité para la Protección de Periodistas consideraron este fallo una amenaza contra la libertad de prensa. La Sala Civil de la Corte Suprema de Justicia tumbó en febrero de 2021 esa sentencia al revisar una tutela, pero el 8 de abril la sala laboral volvió a dejarla en pie. En junio del mismo año, el caso pasó a manos de la Corte Constitucional. En enero de 2023 la corte decidió a favor de Dávila. Su defensa en este caso fue asumida por los abogados Ramiro Bejarano y su hija Ana, por petición del periodista Daniel Coronell con quien los abogados tienen una amistad, y con quien Dávila tenía una cercana relación para entonces.

### Polémicas con colegas
Dávila ha protagonizado varios enfrentamientos con otros periodistas. Uno de los más conocidos, el que tuvo en febrero de 2020 con el consejero de comunicaciones de la presidencia del gobierno de Iván Duque, Hassan Nassar, a quien Dávila le reclamaba por el uso del avión presidencial para transportar los familiares y amigos de los hijos del presidente a un cumpleaños de uno de ellos. Nassar respondió recordándole que ella había aceptado viajar en el avión presidencial con su esposo José Amiro Gnecco a Europa durante el gobierno de Juan Manuel Santos. Dávila se descompuso e insultó al periodista repetidamente por varios minutos durante la transmisión en vivo.
Otra conocida rencilla con colegas es la que se desató con el director de la W Radio, Julio Sánchez Cristo, aunque se desconocen los motivos de la enemistad puesto que Sánchez la llamó a trabajar en la W Radio cuando ella fue despedida de RCN. Tras Dávila pasar a ser directora de la revista Semana, la emisora W Radio, informó del despido masivo de varios periodistas y la rebaja del salario de Dávila. A lo que esta respondió publicando en la revista un par de artículos críticos sobre el Grupo Prisa, dueños de la emisora, con la fotografía de Sánchez Cristo, que fueron calificados como una «retaliación», con información que según el periodista Daniel Coronell, estaba manipulada, «Semana disfrazó de información relevante y de interés público un desquite contra Julios Sánchez Cristo, director de W Radio, que publicó informaciones molestas para algunos directivos de la revista».
Señaló Coronell en una de sus reportes emitidos por la emisora. Coronell y Dávila habían mantenido una amistad por años pero este y otros incidentes como la investigaciones al expresidente Álvaro Uribe a quien Dávila ha buscado mostrar como inocente, los distanciaron, y desde entonces han mantenido rivalidades y críticas mutuas.

## Reconocimientos
Dávila ha obtenido cuatro Premios Simón Bolívar y cinco Premios TVyNovelas.

## Libros
- ¿Santos y Uribe por qué se odian? Editorial CAMM, 2014 ISBN-10 9585816288
- En honor a la verdad. Ediciones B. Grupo Z, 2016. ISBN-10  :  9588951615